# Kirchner (Familienname)
Kirchner ist ein deutscher Familienname.

## Varianten
- Kircher, Kirchler

## Namensträger

### A
- Albert Emil Kirchner (1813–1885), deutscher Maler
- Aleksander Studen-Kirchner (* 1981), slowenisch-deutscher Schauspieler, Regisseur, Autor, Übersetzer und Spieleentwickler
- Alexander Kirchner (Sänger) (eigentlich Alexander Schramek; 1876–1948), österreichischer Opernsänger (Tenor)
- Alexander Kirchner (Gewerkschafter) (* 1956), deutscher Eisenbahner und Gewerkschafter
- Alfred Kirchner (Politiker, 1887) (1887–1964), deutscher Politiker (NSDAP), MdR
- Alfred Kirchner (Politiker, 1907) (1907–nach 1963), deutscher Politiker (SED), MdV
- Alfred Kirchner (Bildhauer) (1920–2002), österreichischer Bildhauer
- Alfred Kirchner (Regisseur) (* 1937), deutscher Theaterregisseur und Theaterleiter
- Alfred Kirchner (Kameramann), deutscher Kameramann
- Alicia Kirchner de Mercado (* 1946), argentinische Politikerin
- Ambrosius Kirchner (1555–1621), deutscher Buchdrucker
- André Kirchner (* 1958), deutscher Fotograf und Buchautor
- Andree Kirchner (* 1972), deutscher Rechtswissenschaftler und Hochschullehrer
- Andreas Kirchner (1953–2010), deutscher Bobsportler
- Annerose Kirchner (* 1951), deutsche Autorin
- Anton Kirchner (1779–1834), deutscher evangelischer Pfarrer und Historiker
- August Kirchner (Musiker) (1840–1929), deutscher Cellist und königlich preußischer Kammermusiker
- August Kirchner (Unternehmer) (1935–2018), deutscher Unternehmer, Gründer der ehemaligen Firma Rosen Eiskrem

### B
- Baldur Kirchner (1939–2023), deutscher Seminarleiter und Autor
- Barbara Kirchner (* 1970), deutsche Chemikerin und Schriftstellerin
- Berna Kirchner (geb. Wittmers; 1927–2018), deutsche Germanistin, Pädagogin, Unternehmerin und Kunstsammlerin
- Bernd Kirchner (* 1944), deutscher Fußballspieler
- Bill Kirchner (* 1953), US-amerikanischer Jazzmusiker und -autor

### C
- Cäcilie Kirchner (1809–1867), deutsche Malerin
- Carl Kirchner (Theologe) (um 1650–??), deutscher Theologe
- Carl Kirchner (Politiker), deutscher Politiker, MdL Sachsen
- Carl Kirchner (Jurist) (1880–1966), deutscher Jurist und Richter
- Carl Anton Kirchner (1822–1869), deutscher Maler
- Carl Georg Kirchner (1808–1858), deutscher Architekt und Baubeamter
- Caspar Kirchner (1592–1627), deutscher Jurist und Lyriker
- Christian Kirchner (1691–1732), deutscher Bildhauer und Modelleur, siehe Johann Christian Kirchner
- Christian Kirchner (1944–2014), deutscher Rechts- und Wirtschaftswissenschafter
- Cristina Fernández de Kirchner (* 1953), argentinische Politikerin, Präsidentin 2007 bis 2015
- Constanze Kirchner (* 1962), deutsche Kunstpädagogin und Hochschullehrerin

### D
- Daniel Kirchner (Basketballspieler) (* 1997), deutscher Basketballspieler
- Daniel Kirchner (Volleyballspieler) (* 2000), deutscher Volleyball- und Beachvolleyballspieler
- David Julian Kirchner (* 1982), deutscher Künstler, Musiker und Autor
- Dieter Kirchner (* 1934), deutscher Verbandsfunktionär
- Doris Kirchner (1930–2015), österreichische Schauspielerin

### E
- Edmund Kirchner (um 1817–1895), deutscher Verwaltungsbeamter
- Eduard Kirchner (1858–nach 1921), deutscher Kaufmann und Firmengründer
- Ehrhard Kirchner (1866–1927), deutscher Politiker (SPD), MdL
- Elsa Andrea Kirchner (* 1976), deutsche Informatikerin und Hochschullehrerin
- Emil Kirchner (Mediziner) (Georg Philipp Emil Kirchner; 1811–1876), deutscher Pharmakologe und Hochschullehrer
- Emil Kirchner (1813–1885), deutscher Maler, siehe Albert Emil Kirchner
- Emil Kirchner (1845–1899), deutscher Generalleutnant, siehe Karl Emil Kirchner
- Emil J. Kirchner (* 1942), britischer Politikwissenschaftler
- Emil Otto Oskar Kirchner (1851–1925), deutscher Botaniker und Phytomediziner, siehe Oskar von Kirchner
- Emma Kirchner (1830–1909), deutsch-niederländische Fotografin
- Ernst Kirchner (1847–1921), deutscher Papieringenieur, Papierhistoriker und Wasserzeichenforscher
- Ernst Kirchner (Unternehmer) (1850–1926), deutscher Maschinenbauunternehmer und Firmengründer
- Ernst Kirchner (1859–1940), klassischer Philologe und Epigrafiker, siehe Johannes Kirchner
- Ernst Klepsch-Kirchner (1881–1971), österreichischer Generalmajor, Feldmarschallleutnant
- Ernst Daniel Kirchner (1802–1879/1880), deutscher evangelischer Prediger, Schulrektor, Heimatforscher und Kindergartengründer
- Ernst Ludwig Kirchner (1880–1938), deutscher Maler und Graphiker
- Eugen Kirchner (1865–1938), deutscher Maler und Grafiker
- Eva Kirchner (* 1968), deutsche Sängerin (Sopran) und Hochschullehrerin

### F
- Ferdinand Kirchner (1923–2001), österreichischer Politiker (ÖVP), Salzburger Landtagsabgeordneter
- Florian Kirchner (* 1986), deutscher Handballspieler
- Frank Kirchner (Musiker) (1961–2024), deutscher Jazzsaxophonist
- Frank Kirchner (Informatiker) (* 1963), deutscher Informatiker
- Franz Kirchner (Geistlicher) (1910–1998), österreichischer Geistlicher, Generalvikar von Gurk
- Franz Kirchner (Politiker) (1919–2003), deutscher Politiker (DDR-CDU), MdV
- Franz Kirchner (Architekt) (1923/1924–2018), österreichischer Architekt
- Franz Kirchner (Regisseur), französischer Regisseur und Drehbuchautor
- Friedrich von Kirchner († 1820), österreichischer Generalmajor
- Friedrich Kirchner (Philologe) (1840–nach 1903), deutscher Philologe und Lehrer
- Friedrich Kirchner (Philosoph) (1848–1900), deutscher Philosoph, Theologe und Literaturhistoriker
- Friedrich Kirchner (Offizier) (1885–1960), deutscher Offizier
- Friedrich Wilhelm Kirchner (1861–1921), deutscher Verwaltungsbeamter, Landrat von Alsfeld
- Fritz Kirchner (Komponist) (1840–1907), deutscher Musiker und Komponist
- Fritz Kirchner (Physiker) (1896–1967), deutscher Physiker

### G
- Georg Kirchner (Gärtner) (Georg Wilhelm Kirchner; 1837–1885), deutscher Gärtner
- Georg Kirchner (Unternehmer) (1922/1923–2006), deutscher Unternehmer
- Georg Philipp Emil Kirchner (1811–1876), deutscher Pharmakologe und Hochschullehrer, siehe Emil Kirchner (Mediziner)
- Gerhard Kirchner (1907–1975), deutscher Orgelbauer
- Gerhard Kirchner (Musikpädagoge) (1930–2021), deutscher Musiker, Musikpädagoge und Hochschullehrer
- Gottfried Kirchner (1940–2017), deutscher Dokumentarfilmer
- Gottlieb Kirchner (1706–nach 1737), deutscher Bildhauer und Modelleur
- Gregor Wilhelm von Kirchner (1671–1735), österreichischer Hofbeamter und Erbauer des abgerissenen Schlosses Breitenfurt bei Wien
- Gustav Kirchner (Anglist) (1890–1966), deutscher Anglist, Erforscher thüringischer Dialekte und Hochschullehrer
- Gustav Adolph Friedrich Wilhelm Kirchner (1815–1891), deutscher Stadtgerichtsrat und Abgeordneter

### H
- Hans Kirchner (Dichter) (1955–1995), deutscher Dichter
- Hans-Alfred Kirchner (1908–2002), deutscher Hochschullehrer für Phytopathologie und Pflanzenschutz
- Hans Werner Kirchner (1908–1965), deutscher Maler und Schauspieler
- Heinrich Kirchner (Paläontologe) (1885–1953), deutscher Paläontologe
- Heinrich Kirchner (Ornithologe) (1899–1990), deutscher Vogelkundler und ornithologischer Zeichner
- Heinrich Kirchner (1902–1984), deutscher Bildhauer
- Heinz Kirchner (1909–nach 1974), deutscher Bratschist und Hochschullehrer
- Helga Kirchner (* 1946), deutsche Journalistin
- Helmut Kirchner (Ingenieur) (1933–2013), deutscher Bauingenieur, Sachbuchautor und Hochschullehrer
- Helmut Kirchner (Mediziner), deutscher Gynäkologe
- Herbert Kirchner (* 1937), deutscher Biathlet
- Hermann Kirchner (Rechtswissenschaftler) (1562–1620), deutscher Rechtswissenschaftler, Historiker, Dichter und Hochschullehrer
- Hermann Kirchner (Komponist) (1861–1928), deutscher Musiker und Komponist
- Hermann Kirchner (Offizier) (1890–1953), österreichischer Militär
- Herti Kirchner (1913–1939), deutsche Schauspielerin und Schriftstellerin
- Hildebert Kirchner (1920–2012), deutscher Bibliothekar
- Horst Kirchner (1913–1990), deutscher Historiker und Hochschullehrer
- Hubert Kirchner (* 1932), deutscher evangelischer Theologe
- Hugo Kirchner (1861–1918), deutscher Sänger (Bariton, Bass) und Regisseur

### I
- Ignaz Kirchner (1946–2018), deutscher Schauspieler
- Ingo Kirchner (1930–1983), deutscher Maler und Graphiker
- Iris Kirchner-Freis (* 1972), deutsche Rechtswissenschaftlerin (Medienrechtlerin)

### J
- Jaime Lee Kirchner (* 1981), US-amerikanische Schauspielerin
- Jakob Kirchner-Lang (1864–?), deutscher Unterhaltungskünstler und Intendant
- Jens-Holger Kirchner (1959–2024), deutscher Politiker (Bündnis 90/Die Grünen)
- Joachim Kirchner (1890–1978), deutscher Bibliothekar und Zeitschriftenhistoriker
- Johann Kirchner (1794–1853), Orgelbauer
- Johann Kirchner (Politiker, 1876) (1876–1948), österreichischer Politiker (CSP), Salzburger Landtagsabgeordneter
- Johann Kirchner (Politiker, 1936) (* 1936), österreichischer Politiker (FPÖ), Wiener Landtagsabgeordneter
- Johann Christian Kirchner (1691–1732), deutscher Bildhauer
- Johann Gottlieb Kirchner (1706–1768), deutscher Bildhauer und Porzellanmodelleur
- Johann Jakob Kirchner (1796–1837), deutscher Maler und Grafiker
- Johann Josef Kirchner (1846–1889), österreichischer Maler und Illustrator
- Johanna Kirchner (1889–1944), deutsche Widerstandskämpferin
- Johannes Kirchner (1859–1940), deutscher klassischer Philologe und Epigraphiker
- Johannes Wendel Kirchner (1628–1709), deutscher Orgelbauer
- Josef Kirchner (1845–nach 1904), deutscher Kunsthistoriker
- Julia Marianne Kirchner (* 1937), deutsche Romanistin und Übersetzerin
- Julianne Kirchner (* 1991), marshallische Schwimmerin

### K
- Karl Kirchner (Pädagoge, 1787) (1787–1855), deutscher Pädagoge
- Karl Kirchner (Mediziner) (1831–1912), deutscher Militärarzt
- Karl Kirchner (Pädagoge, 1856) (1856–1913), deutscher Lehrer und Politiker (NLP)
- Karl Kirchner (Architekt), deutscher Architekt
- Karl Kirchner (Politiker, 1883) (1883–1945), deutscher Journalist und Politiker (SPD)
- Karl-Heinz Kirchner (1918–1991), deutscher Radsportler, Motorradrennfahrer und Bobfahrer
- Katrin Kirchner (* 1944), deutsche Autorin und Journalistin
- Katrin Kirchner (* 1967), deutsche Medizinerin und Autorin, siehe Katrin Keßler
- Klaus Kirchner (1927–1990), deutscher Bariton

### L
- Leon Kirchner (1919–2009), US-amerikanischer Komponist

### M
- Marilena Kirchner (* 1997), deutsche Volksmusik-Sängerin
- Mark Kirchner (Turkologe) (* 1960), deutscher Turkologe
- Mark Kirchner (Biathlet) (* 1970), deutscher Biathlet
- Marlies Kirchner, deutsche Kinobetreiberin
- Martin Kirchner (Mediziner) (1854–1925), deutscher Mediziner
- Martin Kirchner (Politiker) (* 1949), deutscher Politiker (DDR-CDU), Kirchenjurist und IM der Staatssicherheit
- Martin Kirchner (Paläontologe), deutscher Paläontologe
- Matthäus Kirchner (1826–1912), deutscher Missionar in Afrika und Mitglied des Deutschen Reichstags
- Matthias Kirchner (1735–1805), österreichischer Barockmaler
- Máximo Kirchner (* 1977), argentinischer Politiker

### N
- Néstor Kirchner (1950–2010), argentinischer Politiker und Staatspräsident

### O
- Oliver Kirchner (* 1966), deutscher Politiker
- Oskar von Kirchner (1851–1925), deutscher Botaniker und Phytomediziner
- Otto Kirchner (Jurist) (1846–1920), deutschamerikanischer Rechtswissenschaftler und Hochschullehrer
- Otto Kirchner (Unternehmer) (1884–1946), deutscher Unternehmensgründer
- Otto Kirchner (Maler) (1887–1960), deutscher Maler
- Otto Kirchner (Intendant) (1890–1950), deutscher Schauspieler, Regisseur und Theaterintendant
- Otto Kirchner (SS-Mitglied) (1921–1945), deutscher Offizier der Waffen-SS und Ritterkreuzträger

### P
- Paulconrad Kirchner, deutscher Journalist
- Paul Kirchner (* 1952), US-amerikanischer Illustrator und Comiczeichner
- Paul Patric Kirchner (* 2011), deutscher Synchronsprecher
- Peter Kirchner (Mediziner) (1935–2018), deutscher Mediziner und jüdischer Funktionär
- Peter Kirchner (Geograph) (* 1967), deutscher Geograph, Didaktiker und Hochschullehrer

### Q
- Quin Kirchner (* 1981), US-amerikanischer Jazz-Schlagzeuger

### R
- Raphael Kirchner (1875–1917), österreichischer Maler und Illustrator
- Richard Kirchner (1866–1911), deutscher Gärtner und Unternehmer
- Robert Kirchner (1940–2009), deutscher Maler
- Rolf Kirchner (* 1937), deutscher Maschinenbauingenieur und Heimatforscher
- Rudolf Kirchner (1919–1984), deutscher Politiker und Gewerkschafter (SED, FDGB)

### S
- Sandro Kirchner (* 1975), deutscher Politiker (CSU)
- Sebastian Kirchner (* 1988), deutscher Handballspieler
- Shabier Kirchner, antiguanischer Kameramann und Kurzfilmregisseur

### T
- Theodor Kirchner (1823–1903), deutscher Komponist und Dirigent
- Thomas Kirchner (Kunsthistoriker) (* 1954), deutscher Kunsthistoriker
- Thomas Kirchner (Mediziner) (* 1954), deutscher Mediziner
- Thomas Kirchner (Drehbuchautor) (* 1961), deutscher Drehbuchautor
- Timotheus Kirchner (1533–1587), deutscher lutherischer Theologe

### U
- Ulrich Kirchner (Fabrikant) (1888–1950), Papierfabrikant und Fachschriftsteller
- Ulrich Kirchner (Ingenieur) (* 1931), deutscher Ingenieur und Fachjournalist
- Ulrich Kirchner (Archivar) (* 1961), deutscher Archivar und Historiker
- Uwe Kirchner (Fußballspieler, 1962) (* 1962), deutscher Fußballspieler (Stahl Brandenburg)
- Uwe Kirchner (Fußballspieler, 1965) (* 1965), deutscher Fußballspieler (Magdeburg, Dresden, Rostock)

### V
- Volker David Kirchner (1942–2020), deutscher Komponist

### W
- Walter Kirchner (Unternehmer) (1923–2009), deutscher Filmverleiher und Kinobetreiber
- Walter Kirchner (Biologe) (1934–2019), deutscher Entomologe, Didaktiker und Hochschullehrer
- Walter Andreas Kirchner (* 1941), deutscher Bildhauer, Maler und Grafiker
- Walter Charles George Kirchner (1875–??), US-amerikanischer Arzt, Botaniker und Paläontologe
- Walther Kirchner (1905–2004), deutsch-amerikanischer Historiker
- Werner Kirchner (1885–1961), deutscher Germanist mit dem Schwerpunkt Hölderlin
- Wilhelm Kirchner (Agrarwissenschaftler) (1848–1921), deutscher Agrarwissenschaftler
- Wilhelm Kirchner (Mediziner) (1849–1935), deutscher Mediziner
- Wilhelm Kirchner (Direktor) (1887–1929), Leiter der Hemelinger  Aluminium- und Magnesiumfabrik
- Wilhelm Kirchner (Versicherungsmanager) (* 1943), deutscher Versicherungsmanager
- Willy Kirchner (1909–1991), deutscher Ingenieur und Architekt
- Wolfgang Kirchner (Buchdrucker) († 1593), deutscher Buchhändler und Verleger in Magdeburg
- Wolfgang Kirchner (* 1935), deutscher Schriftsteller und Drehbuchautor

### Z
- Zane Kirchner (* 1984), südafrikanischer Rugby-Union-Spieler